# Mäntyjärvi (sjö i Satakunta, Finland)
Mäntyjärvi är en sjö i Finland. Den ligger i kommunen Siikais i landskapet Satakunta, i den sydvästra delen av landet, 250 km nordväst om huvudstaden Helsingfors. Mäntyjärvi ligger 50 meter över havet. I omgivningarna runt Mäntyjärvi växer i huvudsak blandskog. Arean är 1,8 hektar och strandlinjen är 0,53 kilometer lång. Sjön  ingår i Karvia å huvudavrinningsområde. 